# Кендимен
„Кендимен“ (на английски: Candyman) е свърхестествен филм на ужасите от 2021 година на режисьора Ниа ДиаКоста, която е съсценаристка с Джордан Пийл и Уин Розънфийлд. Филмът е директно продължение на едноименния филм от 1992 г. и е четвъртият филм във филмовата поредица „Кендимен“, базиран на краткия разказ „Забравеният“ от Клайв Баркър. Във филма участват Яхия Абдул-Матин II, Тейона Парис, Нейтън Стюарт-Джарет, Колман Доминго и Кайл Камински. Ванеса Уилямс, Вирджиния Медсън и Тони Тод също повтарят ролите си в оригиналния филм.